# Osiedle im. Henryka Sienkiewicza (Kłodzko)
Osiedle im. Henryka Sienkiewicza – osiedle położone we wschodniej części Kłodzka, położone w województwie dolnośląskim, w powiecie kłodzkim. Powstało na początku XX wieku wraz z rozbudową miasta w kierunku wschodnim. Jest to osiedle o charakterze jednorodzinnym, willowym. Zamieszkuje je kilka tysięcy osób. W okresie Polskiej Rzeczypospolitej Ludowej nosiło nazwę imienia Jurija Gagarina.

## Geografia

### Położenie geograficzne
Osiedle im. Henryka Sienkiewicza położone jest we wschodniej części Kłodzka. Graniczy na północy z Przedmieściem Wojciechowickim i Mariańską Doliną (Dolnią), na wschodzie z Wojciechowicami i Jaszkówką w gminie wiejskiej Kłodzko, na zachodzie i południu z Przedmieściem Nyskim. Na południu graniczy ono z Jaszkową Dolną. Od centrum miasta oddalone jest o ok. 1,5 km.

### Warunki naturalne
Osiedle położone jest na długim bocznym ramieniu Grzbietu Wschodniego Gór Bardzkich, odchodzącego od Łaszczowej. Kulminacyjnym szczytem tego ramienia jest licząca 430 m n.p.m. Szyndzielnia, położona we wschodniej części osiedla. Szczyt ten jednocześnie największą górę w Kłodzku. Wzniesienie na którym znajduje się osiedle im. Sienkiewicza ograniczone jest przez przepływające na jego obrzeżach potoki tworzące niewielkie doliny: od strony północnej Jodłownik, zaś od południa Jawornik. Obszar osiedla leży na wysokości od około 300 do 360 m n.p.m. Obszar ten jest w miarę gęsto zabudowany. Jedynie wschodnią jego część stanowi niewielki las wokół Szyndzieni.

## Historia

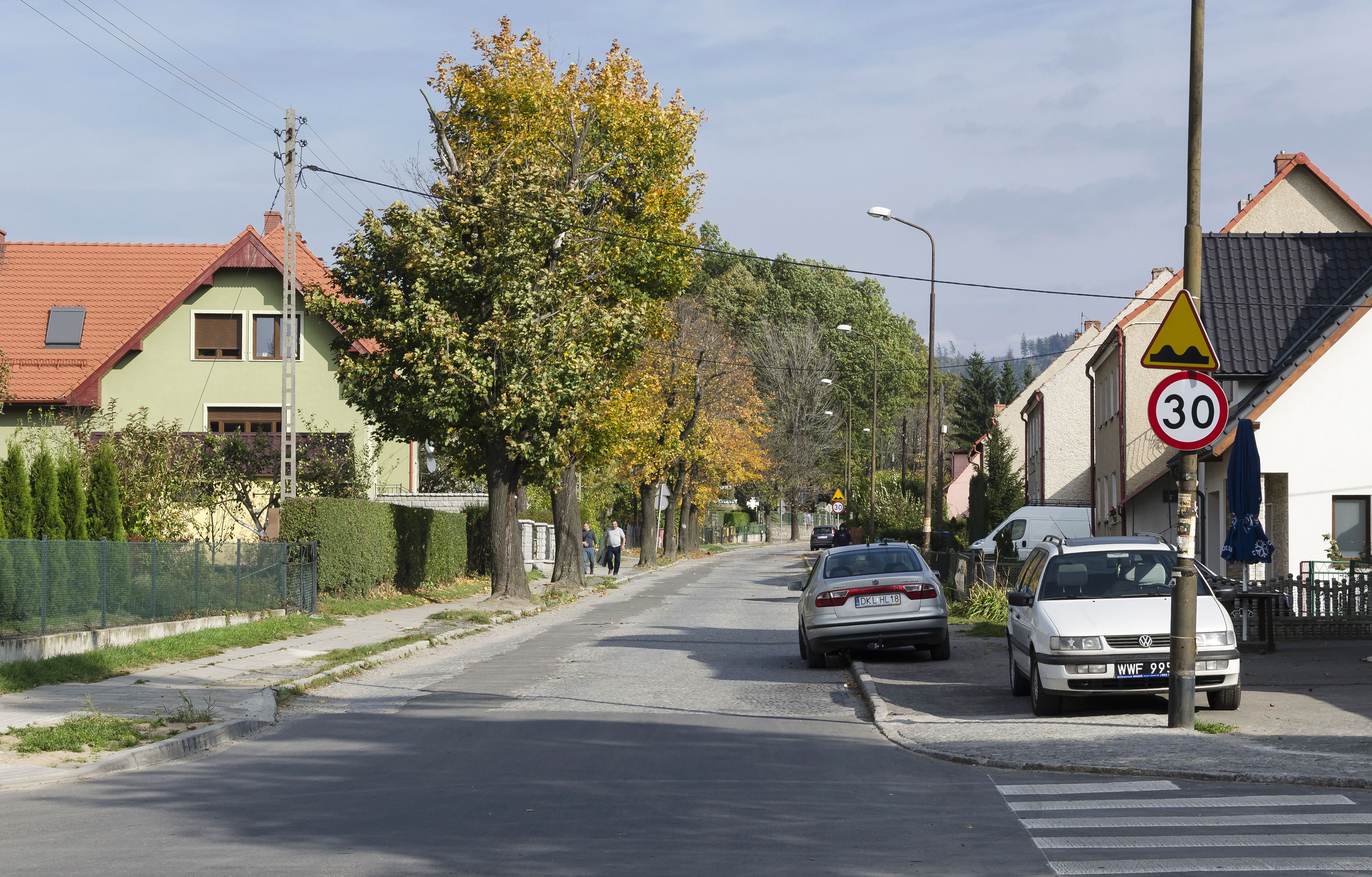
ul. Walecznych, jedna z głównych arterii osiedla im. Sienkiewicza

Obszar dzisiejszego osiedla im. Henryka Sienkiewicza zajmowany był w okresie wczesnego średniowiecza przez lasy, które stanowiły źródło drewna dla mieszkańców Kłodzka i jego przedmieść. W ciągu kolejnych stuleci na zachodnich rubieżach dzisiejszego osiedla powstały dwa kłodzkie przedmieścia: Wojciechowickie i Wygon.
Obszar ten znalazł się w granicach miasta na początku XIX wieku. Na przełomie XVIII i XIX wieku powstał w rejonie obecnej ulicy Kilińskiego, najdalej na południe wysunięty szaniec fortu Owcza Góra. Zabudowa tego terenu przez kolejne lata była ograniczona przepisami budowlanymi związanymi z posiadaniem przez Kłodzko statusu miasta-twierdzy. Zniesienie tego statusu w 1877 roku pozwoliło na dalszą rozbudowę miasta, w tym również w kierunku wschodnim. Dalsza rozbudowa obszaru obecnego osiedla rozpoczęła się na początku XX wieku. Powstało w tym czasie w tym czasie wiele willi i domów jednorodzinnych, w myśl koncepcji miasta-ogrodu. Każda z nich posiadała własny przydomowy ogródek. Głównymi osiami zabudowy były ulice: Sienkiewicza i Walecznych, od których odchodziły boczne uliczki. Projektując tereny rekreacyjne, wybudowano na terenie osiedla małą skocznię narciarską.
Zniesienie statusu miasta-twierdzy w Kłodzku nie oznaczało całkowitego wyparcia wojska z tych terenów, ponieważ pozostawało ono wciąż miastem garnizonowym. W okresie dwudziestolecia międzywojennego we wschodniej części obecnego osiedla wzniesiono kolejny olbrzymi kompleks koszarowy dla Wehrmachtu.

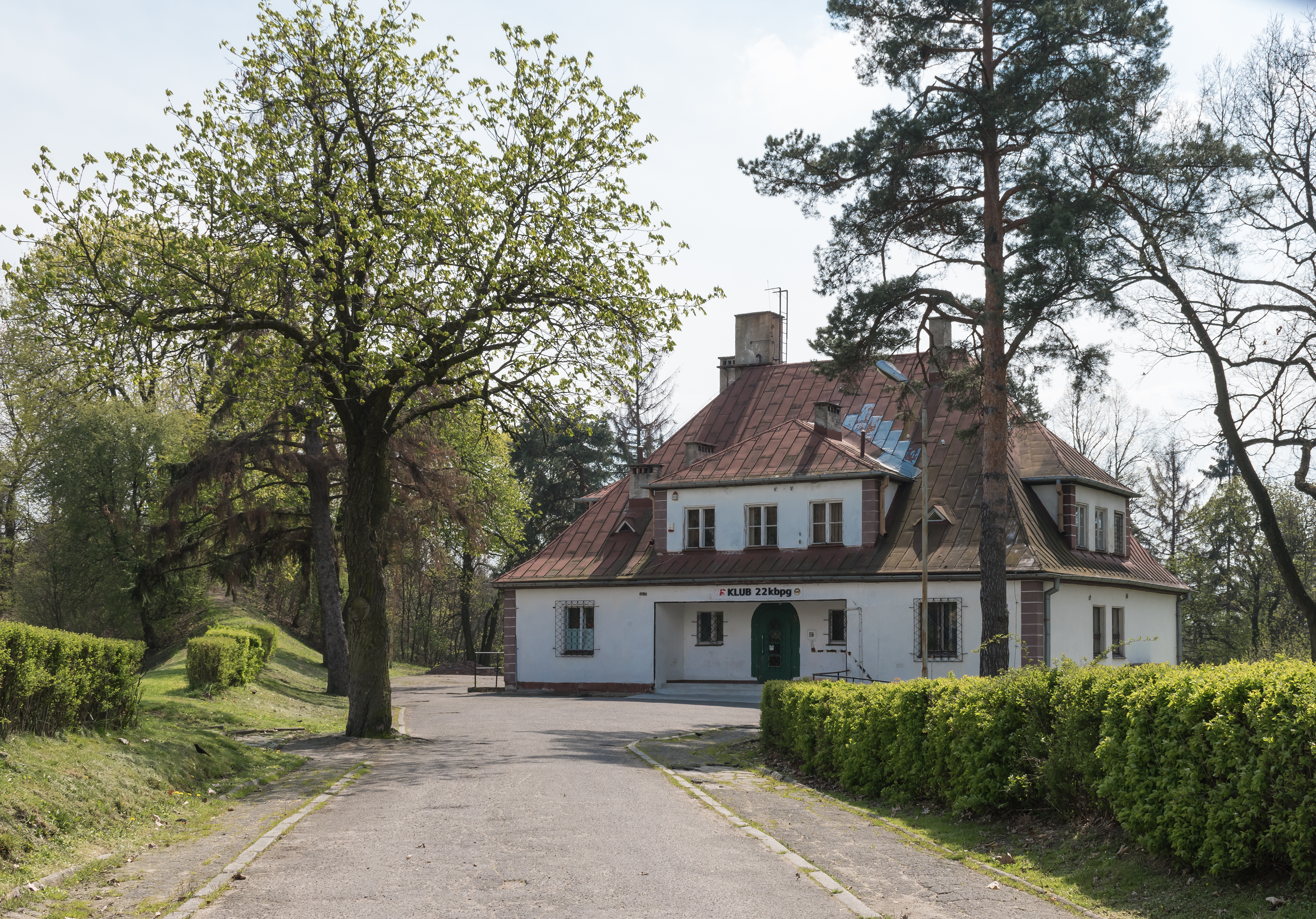
Klub 22 Batalionu Piechoty Górskiej z widocznymi po lewej stronie pozostałościami po małej skoczni narciarskiej

Po zakończeniu II wojny światowej i przejęciu Kłodzka przez polską administrację utrzymano charakter peryferyjnego, willowego osiedla. W miejsce mieszkańców wysiedlonych w głąb Niemiec przybyli polscy osadnicy. Od lat 70. XX wieku na wolnych przestrzeniach zaczęto wznosić nowe domy jednorodzinne. W centralnej części osiedla wybudowano także szkołę podstawową w ramach projektu szkół tysiąclecia. Uchwałą Miejskiej Rady Narodowej osiedle otrzymało imię Jurija Gagarina (1934–1968), radzieckiego kosmonauty i pierwszego człowieka w przestrzeni kosmicznej.
Koszary zajmowane przez wojska niemieckie zostały zajęte przez 27 Pułk Zmechanizowany Ludowego Wojska Polskiego (od 1983 roku im. kpt. Stanisława Betleja). Pułk w latach 1952–1989 wchodził w skład 10 Sudeckiej Dywizji Zmechanizowanej (pancernej), a następnie 2 Dywizji Zmechanizowanej. W 1990 roku został rozformowany, a w jego miejsce koszary zajęła piechota górska – 22 Batalion Piechoty Górskiej.
Po przeprowadzeniu pierwszych demokratycznych wyborów do odtworzonego samorządu miejskiego w 1990 roku, na mocy uchwały Rady Miejskiej Kłodzka I kadencji (1990–1994) dokonano dekomunizacji nazw ulic, placów i osiedli w mieście. Osiedle otrzymało imię Henryka Sienkiewicza (1846–1916), laureata Nagrody Nobla w dziedzinie literatury.

## Administracja
Obszar obecnego osiedla od zawsze dzielił losy polityczno-administracyjne z Kłodzkiem, zostając do niego oficjalnie włączony w XIX wieku. Na terenie Kłodzka nie występują pomocnicze jednostki administracyjne, takie jak: osiedla, czy dzielnice, dlatego też o większości spraw decyduje samorząd miejski, którego siedziba znajduje się przy pl. Bolesława Chrobrego, na Starym Mieście. Mieszkańcy wybierają do Rady Miasta sześciu radnych co 5 lat (do 2018 roku kadencja wynosiła 4 lata), tworząc okręg wyborczy nr 1, wraz z całą wschodnią częścią miasta, położoną na prawym brzegu Nysy Kłodzkiej.

## Edukacja i kultura

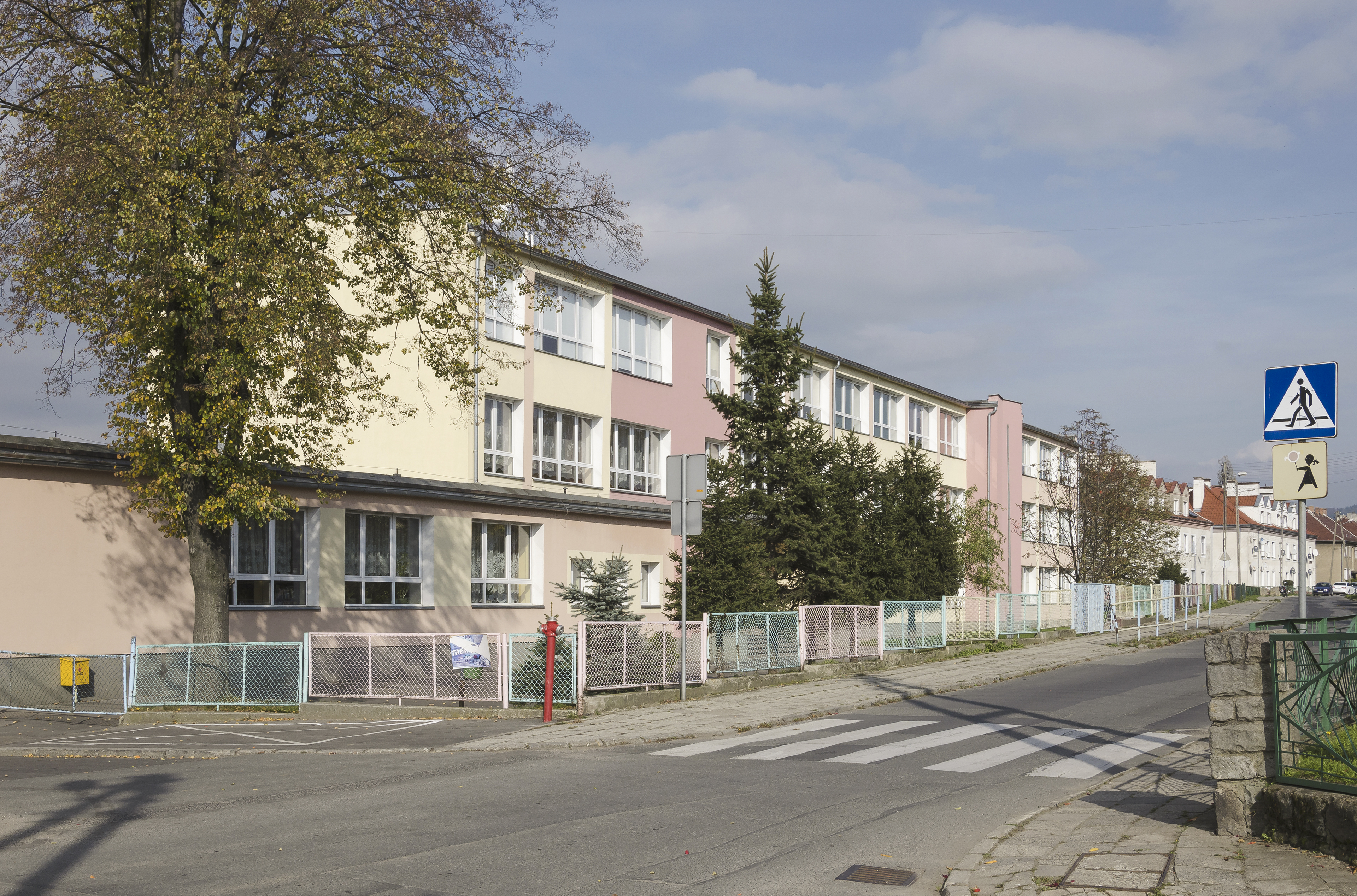
Szkoła Podstawowa nr 7 im. T. Kościuszki, jedna z tzw. „tysiąclatek”

Osiedle posiada własną placówkę oświatową, którą jest położona w centralnej jego części przy ul. Sienkiewicza 61, Szkoła Podstawowa nr 7 im. Tadeusza Kościuszki. Uczęszczają do niej dzieci w wieku 7–15 lat. Szkoła ta jest inicjatorem wielu działań kulturalnych na terenie osiedla. Młodzież po ukończeniu szkoły podstawowej w zdecydowanej większości kontynuuje dalsze kształcenie w szkołach średnich położonych w centrum miasta.

## Religia
Większość mieszkańców osiedla stanowią wyznawcy Kościoła rzymskokatolickiego. Przynależą oni do katolickiej parafii Matki Bożej Różańcowej, której siedziba znajduje się na Piasku w Kłodzku przy pl. Franciszkańskim 1. Parafia ta wchodzi w skład diecezji świdnickiej i dekanatu kłodzkiego.

## Architektura i urbanistyka
Dominującą zabudową na terenie osiedla im. Henryka Sienkiewicza są domy jednorodzinne. Obszar osiedla zaczął być zabudowywany dopiero na początku XX wieku, co wynikało z pochyłości terenu. W związku z tym brak jest tutaj cenniejszych zabytków. Pomimo to niejednokrotnie budynki znajdujące się na osiedlu mają charakter podmiejskich willi, ich autorem wielu z nich był znany kłodzki architekt Andreas Ernst (1861–1929). Zabudowa osiedla została uzupełniona o nowe domy jednorodzinne, które zaczęły powstawać na tym terenie od lat 70. XX wieku. Były to typowe bloki z epoki socjalizmu, zbudowane z prefabrykatów w kształcie sześcianów. Do najciekawszych obiektów na terenie osiedla należą:
- Mauzoleum rodziny Ernst – ul. Walecznych z 1927 roku; aktualnie częściowo w ruinie[32].
- Zespół koszarowo-wojskowy – ul. Walecznych 59; kompleks powstał w okresie dwudziestolecia międzywojennego[33].
- Willa – ul. Sienkiewicza 24; trzykondygnacyjna z początku XX wieku, z narożną wieżą i mansardowym dachem[34].

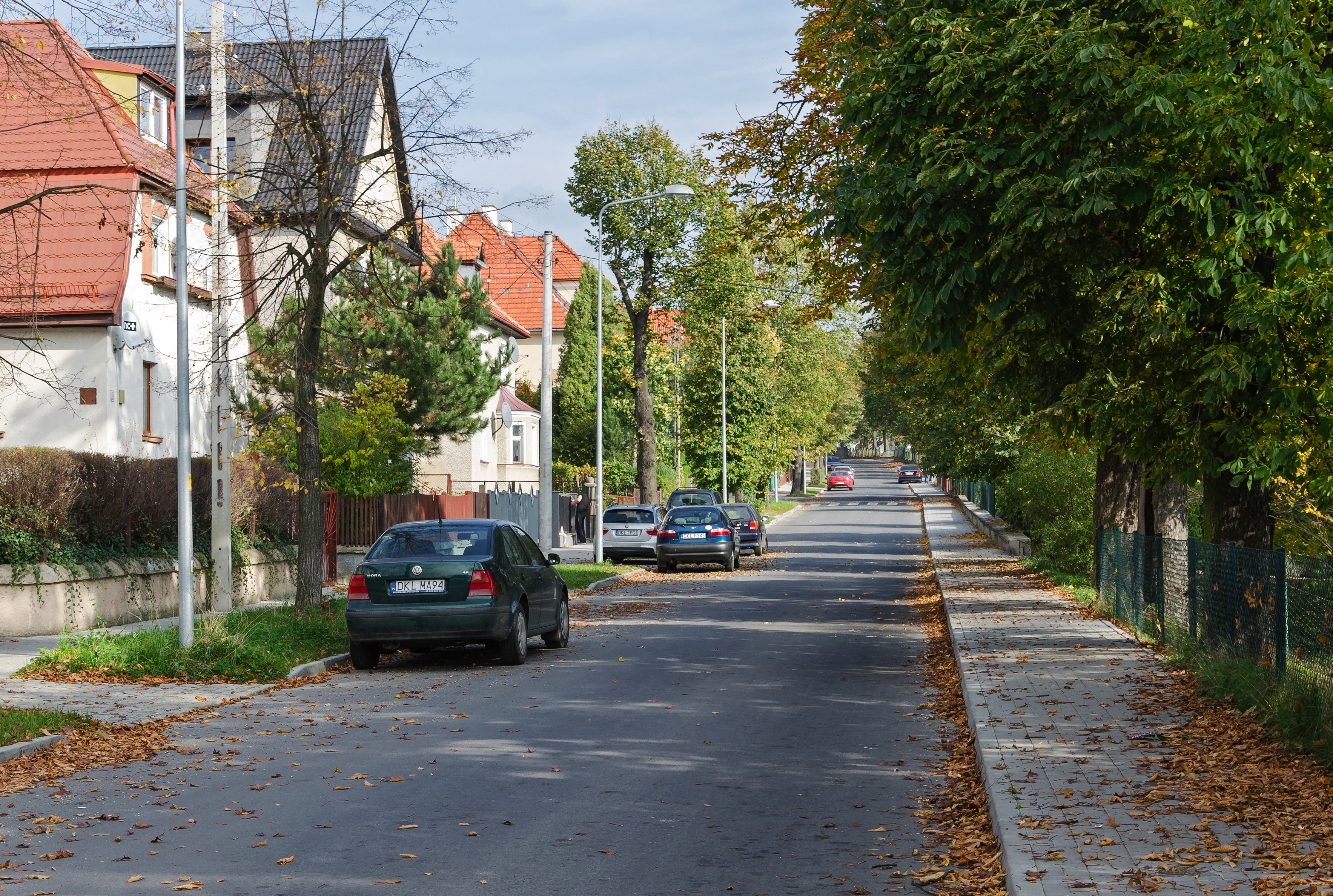
Zabudowa jednorodzinna ul. Walecznych

W skład osiedla im. Sienkiewicza wchodzi 15 ulic:
| - ul. Brzozowa - ul. Bukowa - ul. Władysława Broniewskiego - ul. Stefana Czarnieckiego - ul. Marii Dąbrowskiej - ul. Marka Hłaski - ul. Hugona Kołłątaja - ul. Mikołaja Kopernika | - ul. Kwiatowa - ul. Zofii Nałkowskiej - ul. Henryka Sienkiewicza - ul. Sowia - ul. Walecznych - ul. Wierzbowa - ul. Willowa |

## Turystyka i rekreacja

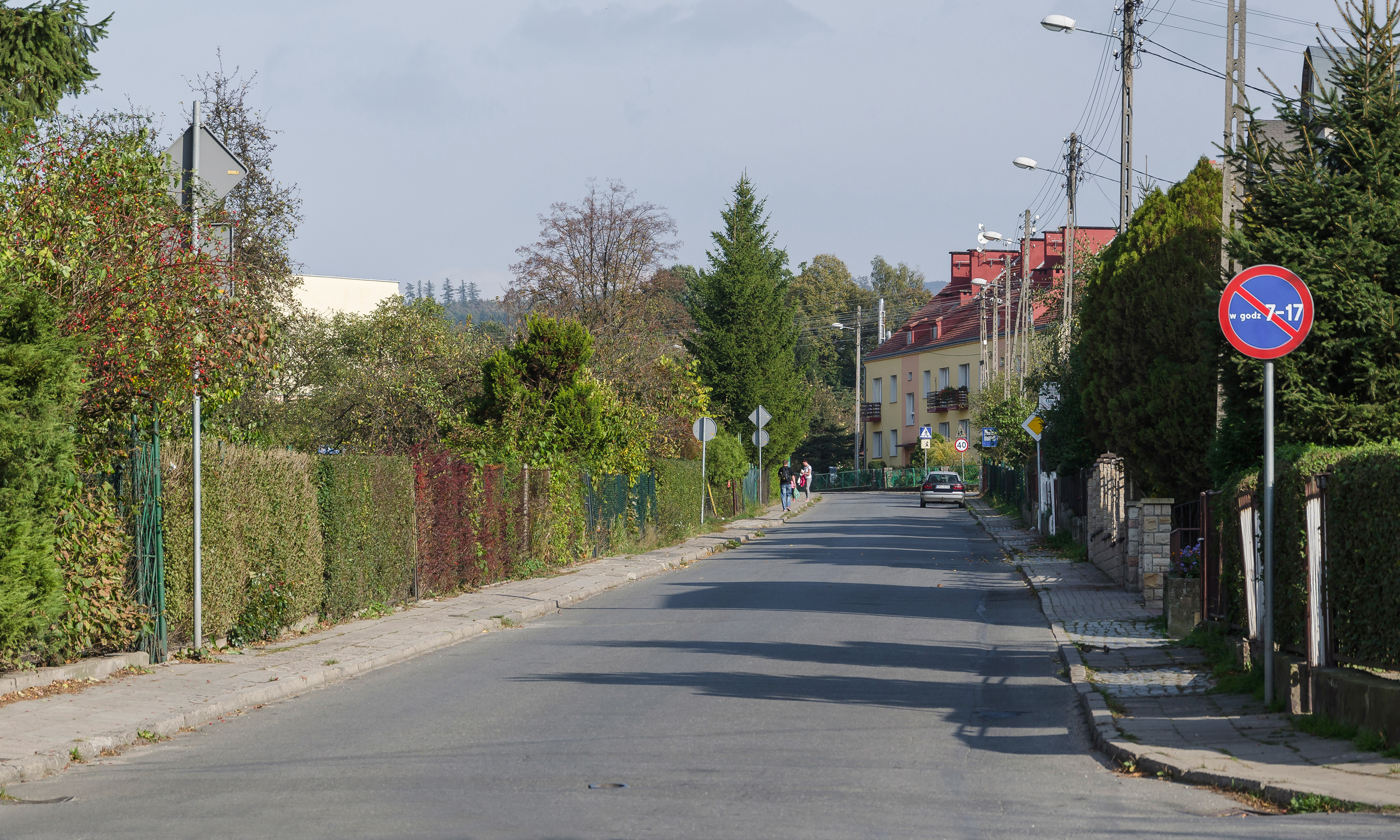
Państwowe Ogródki Działkowe „Zgoda” po lewej stronie na os. Sienkiewicza

Osiedle im. Sienkiewicza zostało zaplanowane z modnymi na przełomie XIX i XX wieku trendami miasta ogrodu, która zakładała budowę osiedla charakteryzującego się niską, luźną zabudową, a przede wszystkim znacznym udziałem terenów zielonych takich jak ogrody i skwery. Większość z budynków posiada własne przydomowe ogórki. Poza tym w centralnej części osiedla, na rogu ulic: Sienkiewicza, Kołłątaja i Walecznych znajdują się Państwowe Ogródki Działkowe „Zgoda”. Południowy obszar osiedla wzdłuż Jawornika porośnięty jest przez liczne łąki, zaś we wschodniej jego części wyrasta niewielki las, którego kulminację stanowi szczyt – Szyndzielnia. W jego bliskim sąsiedztwie znajduje się nieczynna już wieża widokowa. Przebiega tędy jedyny kłodzki pieszy szlak turystyczny, którym jest szlak żółty  z Krosnowic na Kłodzką Górę, cieszący się sporą popularnością wśród turystów.
Z powodu sprzeciwu mieszkańców dotyczącego ulokowania na zboczach Owczej Góry kłodzkiej infrastruktury sportów zimowych, w pierwszych dekadach XX wieku przy ul. Walecznych wybudowano małą skocznię narciarską o wysokości kilkudziesięciu metrów, której punkt konstrukcyjny wynosił 30 metrów. W okresie powojennym obiekt uległ zniszczeniu.

## Gospodarka
Osiedle im. Sienkiewicza nie posiada rozbudowanej infrastruktury handlowo-usługowej. Znajduje się tutaj wyłącznie kilka prywatnych sklepów o charakterze osiedlowym. Ostatnimi laty z racji ustronnego położenia rozwija się tutaj funkcja turystyczna. Powstają prywatne kwatery, jak i obiekty hotelowe, w tym m.in.:
- Pokoje gościnne u Mai – ul. Dąbrowskiej 17,
- Pokoje gościnne pod Różami – ul. Dąbrowskiej 13,
- Willa Kłodzko-Zacisze – ul. Hłaski 3.

## Infrastruktura

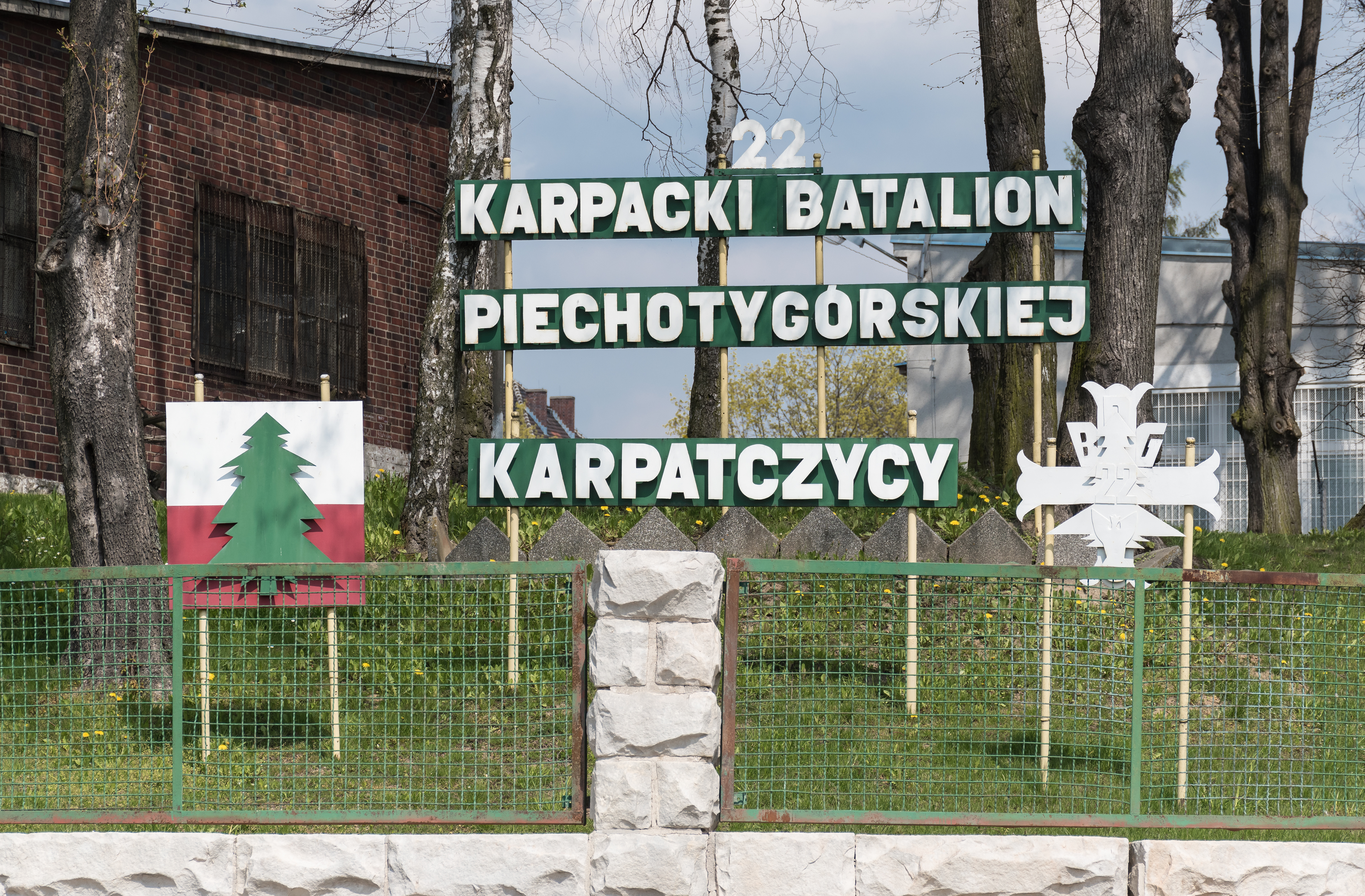
Witacz 22 Batalionu Piechoty Górskiej na płocie koszar przy ul. Walecznych

### Transport
Osiedle im. Sienkiewicza położone jest na uboczu ważnych szlaków komunikacyjnych. Najważniejszymi arteriami na terenie osiedla są ulice: Sienkiewicza i Walecznych, które biegną równolegle do siebie z zachodu na wschód. Wszystkie ulice znajdujące się na obszarze osiedla mają charakter dróg gminnych.

### Komunikacja
Na terenie osiedla znajduje się dwa przystanki autobusowe – Kłodzko, ul. Walecznych oraz Kłodzko, ul. Sienkiewicza. Dawniej odjeżdżały z niego busy A-Visty, obsługujące trasę II z ul. Spółdzielczej w kierunku ul. Walecznych, gdzie przy jednostce wojskowej znajdowała się pętla autobusowa. Współcześnie przewoźnik ten nie obsługuje tej linii, zaś oba przystanki są nieczynne dla ruchu pasażerskiego.

### Bezpieczeństwo
W zakresie ochrony przeciwpożarowej oraz innych miejscowych zagrożeń – mieszkańcy osiedla im. Sienkiewicza podlegają pod rejon działania Komendy Powiatowej Straży Pożarnej oraz Komendy Powiatowej Policji w Kłodzku. Funkcję dzielnicowego sprawuje: asp. Grzegorz Piech z V Rejonu Służbowego. Z ramienia kłodzkiej straży miejskiej V Rejon Służbowy obsługują st. insp. Marek Jasionek i st. strażnik Grzegorz Zamłyński.
We wschodniej części osiedla zlokalizowany jest duży kompleks koszarowo-wojskowy przy ul. Walecznych 59–61, na który składają się:
- 22 Batalion Piechoty Górskiej
- placówka Żandarmerii Wojskowej
- Wojskowa Komenda Uzupełnień